# 角間川バスストップ
角間川バスストップ（かくまがわバスストップ）は、秋田県大仙市角間川町元道巻の秋田自動車道上にある高速バス専用のバス停留所である。

## 概要
秋田県道13号湯沢雄物川大曲線と秋田自動車道の交点の南東付近に位置する。角間川の中心街から西に1kmほどの場所である。
羽後交通、秋田中央交通の高速バスが停車する。

## 停車路線
- 高速 湯沢〜秋田線 （羽後交通・秋田中央交通）
湯沢営業所 - 湯沢駅前角 - 表町 - 岩崎 - 道の駅十文字 - （十文字IC） - （横手IC） - 横手インター入口 - 横手駅西口 -  横手北インター - （横手北SIC） - 角間川バスストップ - 南外バスストップ - （秋田南IC） - イオン御所野店前 - 仁井田中丁 - 大野口 - 茨島 - 長崎屋バスターミナル - 山王十字路 - 川反入口 - 秋田駅前 - 県庁・市役所前 - 八橋市民広場・裁判所前

## 隣のBS
E46 秋田自動車道
(3-1)横手北SIC - 角間川BS - 大森PA - (4)大曲IC
座標: 北緯39度23分51.2秒 東経140度28分31.8秒